# Serie Mundial de Rugby 7 2024-25
La Serie Mundial de Rugby 7 2024-25 (SVNS 2024-25) es la 26.ª serie anual de torneos de rugby 7 para selecciones nacionales, conocida desde la temporada 2023-2024 por el apócope SVNS (sevens). Se llevará a cabo entre 30 de noviembre de 2024 y el 3-4 de mayo de 2025. La Serie Sevens es organizada y regulada por World Rugby (WR) desde 1999 y se realiza en modalidades femenina y masculina.
La World Rugby anunció que la serie estaría integrada por seis torneos de liga (Dubái, Ciudad del Cabo, Perth, Vancouver, Hong Kong y Singapur), que definen el campeón de la liga, y un torneo final (Los Ángeles) disputado entre los ocho mejores equipos con el rango de campeonato mundial. Los torneos de Ciudad del Cabo y Singapur se realizan con un formato abreviado de dos días y menos partidos. 
En la temporada 2024-25 participan doce selecciones nacionales en cada una de las modalidades. En la competencia masculina compiten Argentina, Australia, España, Estados Unidos, Fiyi, Francia, Irlanda, Gran Bretaña, Kenia, Nueva Zelanda, Sudáfrica y Uruguay. 
En la competencia femenina compiten Australia, Brasil, Canadá, China, España, Estados Unidos, Fiyi, Francia, Gran Bretaña, Irlanda, Japón y Nueva Zelanda.

## Formato de cada torneo
Los seis torneos de la etapa regular se disputan con un formato general, con excepción de los torneos de Ciudad del Cabo y Singapur que se disputan con un formato abreviado. El torneo final por el campeonato mundial utiliza un formato propio.

### General
Los torneos de Dubái (#1), Perth (#3), Vancouver (#4) y Hong Kong (#5), utilizan el formato general: tres grupos de cuatro equipos, los dos primeros y los dos mejores terceros clasifican a cuartos de final y desde ahí semifinales y final.
- Etapa de grupos. En cada torneo se conforman tres grupos (pools) de cuatro equipos cada uno, todos contra todos. Los grupos del primer torneo de la temporada se conforman de acuerdo a la posición en la que finalizaron los equipo en la temporada anterior; en los demás torneos regulares (sin contar el torneo final), los grupos se conforman por sorteo, teniendo en cuenta la posición de cada equipo en el torneo anterior.[5] Los tres equipos que encabezaron las posiciones en el torneo anterior, actúan como cabeza de serie de cada grupo; luego se sortean los tres equipos restantes en cada grupo, en tres secuencias, siempre de acuerdo a la posición obtenida en el torneo anterior: 4/6, 7/9 y 10/12.[5] A diferencia del formato olímpico, en esta etapa no hay empate y, de ser necesario, cada partido debe definirse por el sistema de "primera diferencia". El equipo ganador obtiene tres puntos y el que pierde ninguno, pero a diferencia del formato olímpico, en esta etapa se concede un punto bonus al equipo que pierda por siete puntos o menos.
- Etapa eliminatoria (knockout).
  - Cuartos de final. Los dos primeros equipos de cada grupo y los dos mejores terceros, clasifican a los cuartos de final de la copa. Las llaves se forman siguiendo el siguiente criterio: A1 vs 8; C2 vs B2; C1 vs A2; B1 vs 7.
  - Noveno lugar. Los cuatro restantes equipos de cada grupo disputan el noveno lugar mediante semifinales y final.
  - Quinto y séptimo. Los dos "mejores" perdedores (primero se consideran los equipos que perdieron por siete puntos o menos y luego según la posición del equipo en la tabla general de la temporada) en cuartos de final disputan el quinto lugar, mientras que los otros dos disputan el séptimo lugar.
  - Semifinales y final. Los equipos ganadores en los cuartos de final de la etapa eliminatoria, disputan las semifinales y los que resulten ganadores en esa instancia disputan la final.

### Formatos reducidos para Ciudad del Cabo (#2) y Singapur (#6)
La World Rugby estableció un formato abreviado de dos días para los torneos de Ciudad del Cabo (#2) y Singapur (#6). Ambos torneos se realizan una semana después del anterior, razón por la cual la WR consideró conveniente realizarlos en un formato de menor cantidad de partidos a fin de cuidar la salud de quienes compiten.
El formato en estos dos torneos contempla una etapa preliminar de cuatro grupos de tres equipos. Los grupos se conforman por sorteo, teniendo en cuenta la posición de cada equipo en el torneo anterior. Los cuatro equipos que encabezaron las posiciones en el torneo anterior, actúan como cabeza de serie de cada grupo; luego se sortean los dos equipos restantes en cada grupo, en dos secuencias, siempre de acuerdo a la posición obtenida en el torneo anterior: 5/8 y 9/12.
Los primeros de cada grupo clasifican a semifinales del torneo (se suprime la etapa de cuartos de final) y los ganadores disputan la final de la copa. Los cuatro equipos que finalizaron segundos acceden a semifinales para disputar la final por el quinto puesto, mientras que los cuatro equipos que finalizaron terceros acceden a semifinales para disputar la final por el noveno puesto.

### Criterios de desempate
En caso de igualdad de puntos, los criterios para desempatar la ubicación en la tabla de cada grupo son los siguientes:
1. el resultado del partido entre los equipos empatados
2. diferencia de tantos marcados a favor y en contra
3. diferencia entre tries marcados a favor y en contra
4. mayor cantidad de tantos marcados
5. mayor cantidad de tries marcados.

## Puntaje
Cada uno de los seis torneos de la etapa regular concede un puntaje a cada equipo según la posición en la que finalicen: 

| Posición |    |    |    | 4  | 5  | 6  | 7 | 8 | 9 | 10 | 11 | 12 |
| Puntaje  | 20 | 18 | 16 | 14 | 12 | 10 | 8 | 6 | 4 | 3  | 2  | 1  |

## Campeonato mundial
Los ocho equipos con la mayor cantidad de puntos después de los primeros seis torneos competirán en un torneo final por el campeonato anual en Los Ángeles. En caso de empate en puntos, el primer diferenciador será la diferencia de tantos convertidos.
Los ocho equipos clasificados se dividirán en dos grupos de cuatro con cabezas de serie basadas en su posición después del séptimo torneo. El Grupo A estará integrado por los equipos primero, cuarto, quinto y octavo mejor clasificados, mientras que el Grupo B estará integrado por el segundo, tercero, sexto y séptimo clasificados.
El ganador de cada grupo jugará contra el segundo del otro grupo en las semifinales, y las posiciones del podio se decidirán mediante una final entre los dos ganadores de las semifinales y una final por el tercer puesto entre los dos semifinalistas perdedores.
Los equipos que terminen tercero y cuarto en sus respectivos grupos competirán en los play-offs del quinto al octavo lugar.

## Descensos y ascensos
Los cuatro equipos con menor puntaje luego de finalizados los primeros seis torneos, deben definir con los cuatro primeros equipos del World Rugby Sevens Challenger Series 2025, cuáles serán los cuatro equipos que completarán el grupo de doce selecciones que participarán de la temporada SVNS 2025-2026.

## Circuito
El calendario de torneos del circuito es:
| País\Seven                          | Estadio                      | Ciudad          | Fechas                                   | Ganador Varones | Ganador Mujeres |
| ----------------------------------- | ---------------------------- | --------------- | ---------------------------------------- | --------------- | --------------- |
| Emiratos Árabes Unidos              | The Sevens                   | Dubái           | 30 de noviembre – 1 de diciembre de 2024 | Fiyi            | Australia       |
| Sudáfrica                           | Estadio de Ciudad del Cabo   | Ciudad del Cabo | 7–8 de diciembre de 2024                 | Sudáfrica       | Nueva Zelanda   |
| Australia                           | Estadio Rectangular de Perth | Perth           | 24–26 de enero de 2025                   | Argentina       | Australia       |
| Canadá                              | BC Place                     | Vancouver       | 21–23 de febrero de 2025                 | Argentina       | Nueva Zelanda   |
| Hong Kong (China)                   | Estadio de Hong Kong         | Hong Kong       | 28–30 de marzo de 2025                   | Argentina       | Nueva Zelanda   |
| Singapur                            | Estadio Nacional             | Singapur        | 5–6 de abril de 2025                     | Fiyi            | Nueva Zelanda   |
|                                     |                              |                 |                                          |                 |                 |
| Estados Unidos (campeonato mundial) | Dignity Health Sports Park   | Carson          | 3–4 de mayo de 2025                      | Sudáfrica       | Nueva Zelanda   |

## Posiciones temporada regular
| Pos. | Evento País    | Dubái | Ciudad del Cabo | Perth | Vancouver | Hong Kong | Singapur | Puntos total |
| ---- | -------------- | ----- | --------------- | ----- | --------- | --------- | -------- | ------------ |
| 1    | Argentina      |       | 12              |       |           |           |          | 104          |
| 2    | Fiyi           |       |                 | 12    | 14        | 14        |          | 96           |
| 3    | España         |       | 14              |       |           | 10        | 14       | 88           |
| 4    | Sudáfrica      | 10    |                 | 14    |           | 4         | 4        | 70           |
| 5    | Francia        | 12    |                 | 10    | 6         |           | 1        | 65           |
| 6    | Australia      | 8     | 4               |       | 8         |           | 3        | 57           |
| 7    | Nueva Zelanda  | 14    | 10              | 4     | 10        | 12        | 6        | 56           |
| 8    | Gran Bretaña   | 6     | 6               | 8     | 12        | 6         | 12       | 50           |
|      |                |       |                 |       |           |           |          |              |
| 9    | Kenia          | 3     | 8               | 3     | 1         | 3         |          | 36           |
| 10   | Uruguay        | 4     | 2               | 6     | 3         | 2         | 10       | 27           |
| 11   | Irlanda        | 2     | 1               | 2     | 2         | 8         | 8        | 23           |
| 12   | Estados Unidos | 1     | 3               | 1     | 4         | 1         | 2        | 12           |

|  | En puesto de repechaje para disputar el ascenso/descenso. |  | Líder. |

| Pos. | Evento País    | Dubái | Ciudad del Cabo | Perth | Vancouver | Hong Kong | Singapur | Puntos total |
| ---- | -------------- | ----- | --------------- | ----- | --------- | --------- | -------- | ------------ |
| 1    | Nueva Zelanda  |       |                 |       |           |           |          | 116          |
| 2    | Australia      |       | 14              |       |           |           |          | 106          |
| 3    | Francia        |       |                 |       | 4         | 14        | 14       | 80           |
| 4    | Canadá         | 6     | 12              | 14    | 8         |           |          | 72           |
| 5    | Japón          | 8     | 10              | 12    | 14        | 8         | 12       | 64           |
| 6    | Estados Unidos | 12    |                 | 10    | 6         | 10        | 2        | 58           |
| 7    | Fiyi           | 1     | 2               | 4     |           | 12        | 8        | 46           |
| 8    | Gran Bretaña   | 14    | 8               | 3     | 10        | 2         | 6        | 43           |
|      |                |       |                 |       |           |           |          |              |
| 9    | Brasil         | 4     | 2               | 8     | 12        | 6         | 1        | 33           |
| 10   | China          | 3     | 4               | 6     | 3         | 4         | 10       | 30           |
| 11   | Irlanda        | 10    | 6               | 1     | 1         | 1         | 3        | 22           |
| 12   | España         | 2     | 1               | 2     | 2         | 3         | 4        | 14           |

|  | En puesto de repechaje para disputar el ascenso/descenso. |  | Líder. |